# The Bond Boy
Pour plus de détails, voir Fiche technique et Distribution.
The Bond Boy est un film muet américain réalisé par Henry King et sorti en 1922.

## Synopsis
Pour aider sa mère devenue pauvre, Joe Newbolt se loue à Isom Chase, un homme sévère. Ollie Chase, fatiguée de la vie rude que lui fait vivre son mari, envisage de s'enfuir avec Cyrus Morgan, mais le sens de l'honneur de Joe le pousse à intervenir. Alors que Joe est en train d'essayer de persuader Ollie de renoncer à ses plans, Chase les découvre ensemble, se méprend, prend son arme et est tué accidentellement. Joe protège Mme Chase, bien qu'il soit accusé de meurtre, jugé et condamné à être pendu. Il s'évade, retrouve Mme Chase et la persuade de révéler la vérité. Joe est blanchi et découvre que la ferme de Chase était en fait légalement la sienne.

## Fiche technique
- Titre original : The Bond Boy
- Réalisation : Henry King
- Scénario : Charles E. Whittaker, d'après le roman éponyme de George Washington Ogden
- Direction artistique : Charles Osborne Seessel
- Photographie : Roy Overbaugh
- Montage : Duncan Mansfield
- Production : Charles H. Duell
- Société de production : Inspiration Pictures
- Société de distribution :  Associated First National Pictures
- Pays de production :  États-Unis
- Langue : anglais
- Format : Noir et blanc - 35 mm - 1,37:1 - Muet
- Genre : Mélodrame
- Durée : 70 minutes (7 bobines)
- Date de sortie :
  - États-Unis : 8 octobre 1922
- Licence : Domaine public

## Distribution
- Richard Barthelmess : Peter Newbolt (le père) / Joe Newbolt (le fils)
- Charles H. Mailes : Isom Chase
- Ned Sparks : Cyrus Morgan
- Lawrence D'Orsay : Colonel Price
- Robert Williamson : Hammer, l'avocat
- Leslie King : le procureur
- Jerry Sinclair : le Shérif
- Thomas Maguire : Saul Greening
- Lucia Backus Seger : Mme Greening
- Virginia Magee : Alice Price
- Mary Alden : Mme Newbolt
- Mary Thurman : Ollie Chase